# Duna Plaza
A Blockchain  Duna Plaza bevásárló- és szórakoztató komplexum Budapest XIII. kerületében, a Váci úton, a 3-as metró Gyöngyösi utcai állomása mellett.

## Története
Az egykori Ganz Danubius Magyar Hajó- és Darugyár (MHD) területén épült fel, a Control Center Ltd. és a Transelektro Rt. beruházásaként. Átadására 1996. október 14-én került sor, egy hónappal a rivális, az újpalotai Pólus Center megnyitása előtt. Magyarországon az addigi üzletközpontok (Budai Skála, Flórián, Skála Metró és a jellegében leginkább hasonló SUGÁR) után ez volt az ország első amerikai típusú plazája (más néven mall). Újdonsága és vonzereje abban rejlett, hogy komplex módon, egyetlen hatalmas, fedett térben integrálta a modern fogyasztói társadalom alapvető igényeit: az akár egész napos családi programot kínáló bevásárlási, fogyasztási és szórakozási lehetőségeket. Utóbbit szolgálta a 9 termes „multiplex” mozi (hazánkban az első ilyen filmszínház), a földszint központi terében  pedig – a panorámaliftek előtti téren – műjégpálya létesült, ahol iskoláscsoportoknak korcsolyaoktatást is tartottak.
A 34 ezer négyzetméteres kereskedelmi területen 140 üzlethelyiséget alakítottak ki. Az épület mellett ötemeletes parkolóház létesült, mögötte pedig, az egykori hajógyári üzemcsarnokok és műhelyépületek helyén nagy alapterületű felszíni parkolót nyitottak, ahol jelenleg autós és motoros tanpálya is működik.
Az épület telepítésénél fontos szempont volt a jó tömegközlekedési kapcsolat: közvetlenül előtte, a Váci út alatt helyezkedik el a 3-as metró 1990-ben átadott és 2017-2019 között felújított Gyöngyösi utcai megállója. A metróállomást a bevásárlóközponttal a felszín alatt közvetlen folyosóval kötöttek össze. Mára ezt a folyosót is benépesítették az üzletek.
A rendszerváltást követően az 1990-es években a vágyott nyugati életszínvonal könnyebb elérhetőségének illúziójától motivált korszellem révén hamar népszerűvé vált. (A nevéből új tréfás szavak is születtek: "plázázás" és "plázacica".) 1998-ban a Duna Plaza átlagos napi forgalmát 30 ezer látogatóra becsülték, akiknek 15–20 százaléka külföldi volt. Az üzlethelyiségekre óriási kereslet mutatkozott, ezért határozták el a parkolóház és a főépület közötti hidak beépítését, a tetőtérben pedig fitneszközpont és két új, 300 fős moziterem létesítését.
A Duna Plaza megnyitásakor az üzletek átlagos bérleti díja négyzetméterenként 42 német márka volt, ami 2000-re 50 márkára emelkedett.
Az épület az első Magyar Ingatlanfejlesztési Nívódíj pályázaton II. díjat nyert.

## 2002: felújítás és bővítés
A WestEnd City Center 1999. novemberi átadása után sokat veszített a vonzerejéből:a  látogatóinak jelentős részét elszívta a belvároshoz sokkal közelebb elhelyezkedő, jóval nagyobb, modernebb és elegánsabb WestEnd.
1999-ről 2000-re a forgalom 10 százalékkal esett vissza, miközben a rendelkezésre álló hely kihasználásával – a parkolóház és az üzletközpont egybeépítésével – az üzletek száma 170-re nőtt. A forgalomcsökkenést mindenekelőtt a WestEnd elszívó hatása okozta, de közrejátszott a városszerte nyíló többi új pláza is. A Duna Plaza vezetése a komplexum modernizálásával igyekezett visszahódítani a közönség legalább egy részét: 2002-ben 1,5 milliárd forintos beruházás keretében felújították az épület belsejét, korszerűsítették a teljes gépészetet (az elektromos rendszert, a vizesblokkokat és a légkondicionálást), a belső tér üveg- és fémborítást kapott, a jégpályát eltüntették, helyére többszintes vendéglátóteraszt építettek, vízeséssel, kiülőkkel. Ezzel egyidőben 25 millió euróért a parkolóház két szintjén új, 15 ezer m²-es szárny épült, ahol helyet kapott többek között egy fitneszterem, és ide tervezték a főváros első 3D (háromdimenziós) IMAX moziját is, de ez végül nem itt, hanem az Arena Mallban nyílt meg 2007-ben. A jelenlegi parkolóház 1500 gépkocsi számára biztosít parkolóhelyet.

## 2026: tervezett felújítás
A tervek szerint a plaza 2026-ban bezár, és a felújítás után 2028-ban nyit meg újra.

## Rendezvények
A Duna Plaza időről időre kiállításokkal (modellvasút, LEGO stb.), bemutatókkal, előadásokkal és egyéb attrakciókkal próbálja be- vagy visszacsábítani a vásárlókat – nagyszabású rendezvény volt például a Michael Jackson-emlékkoncert. 2007/2008 telén az épület melletti sátorban Jégszínház működött, 2009 tavaszán pedig egy hónapig valódi gyep borította a földszintet.

## Járatok
,  15, 105, 210, 210B, 950, 950A